# Preusmeritev zdravil
Preusmeritev zdravil (tudi preprodaja zdravil) je medicinski in pravni koncept, ki vključuje prenos katerekoli zakonsko nadzorovane snovi od posameznika, ki mu je ta bila predpisana, do druge osebe za kakršnokoli nezakonito uporabo. Definicija se nekoliko razlikuje med različnimi sodnimi oblastmi, vendar prenos nadzorovane snovi sam po sebi po navadi še ne predstavlja preusmeritve, saj so nekatere nadzorovane snovi, ki se predpisujejo npr. za otroke, namenjene aplikaciji s strani odrasle osebe po navodilih zdravstvenega delavca. 

## Etimologija
Izraz izvira iz dejanja "preusmeritve" uporabe zdravila od njegovega prvotnega zakonitega medicinskega namena. Pogosto se enakovredno uporablja tudi izraz preprodaja zdravil, vendar ta izključuje preusmerjanje zdravil brez prodaje, dejansko gre torej za podpomenko pojma preusmeritve zdravil. 

## Pogosto preusmerjena zdravila
Skupine nadzorovanih zdravil na recept, ki se pogosto preusmerjajo, so:
- Benzodiazepini – vključno z diazepamom, temazepamom, klonazepamom, in alprazolamom – anksiolitiki in pomirjevala
- Opioidi – vključno z morfinom, hidrokodonom, oksikodonom in kodeinom – analgetiki
- Stimulanti – amfetamin, metilfenidat in modafinil – za zdravljenje ADHD in narkolepsije
- Z-zdravila – vključno z zolpidemom (Ambien), eszopiklonom (Lunesta) – uspavala

## Kazenska zakonodaja
Nekatere zakonodaje predvidevajo programe za preusmerjevalce zdravil za prvokratne prekrškarje protipreusmeritvenih zakonov, ki "preusmerijo" storilce kaznivih dejanj od kazenskega pravnega sistema do programa izobraževanja in rehabilitacije.